# Delta (film)
Pour les articles homonymes, voir Delta (homonymie).
Pour plus de détails, voir Fiche technique et Distribution.
Delta est un film hongrois de 2008, réalisé par Kornél Mundruczó. Il a été présenté lors du Festival de Cannes 2008.

## Synopsis
Dans le delta du Danube en Roumanie, un homme taciturne revient dans son village natal après une longue absence. Il retrouve sa mère qui lui présente sa jeune sœur dont il ne connaissait pas l'existence. L'homme part sur le fleuve dans la cabane abandonnée de son père afin d'y construire sa maison sur l'eau, loin de toute civilisation, avec l'argent qu'il a gagné en Europe occidentale. Sa sœur harcelée par le compagnon de sa mère, décide de quitter sa maison  et de rejoindre son mystérieux frère. Ensemble, ils construisent planche par planche une maison sur pilotis et se découvrent malgré le peu de discussions qu'ils échangent. Leur attirance réciproque impulsive les rapproche immanquablement, ce qui suscite ragots et haines de la part des habitants du village.

## Fiche technique
- Réalisation : Kornél Mundruczó
- Scénario : Yvette Biro et Kornél Mundruczó
- Directeur de la photographie : Mátyás Erdély
- Montage : Dávid Jancsó
- Musique originale : Félix Lajkó
- Production : Essential Filmproduktion GmbH, Filmpartners, Proton Cinema
- Durée : 96 min
- Langue : hongrois
- Dates de sortie : 
  - Hongrie 2 février 2008
  - France : 20 mai 2008 (Festival de Cannes)
  - France : 4 mars 2009 (généralisée)

## Distribution
- Félix Lajkó : le frère, Mihail
- Orsolya Tóth : la sœur, Fauna
- Lili Monori : la mère
- Sándor Gáspár : le beau-père

## Distinctions et récompenses
Ce film a été nommé pour les European Film Awards et a reçu le Prix FIPRESCI du Festival de Cannes 2008. Il a également reçu le prix Don-Quichotte (FICC) lors du festival du film de Cottbus (2008).